# Liriomyza bifurcata
Liriomyza bifurcata är en tvåvingeart som beskrevs av Sehgal 1971. Liriomyza bifurcata ingår i släktet Liriomyza och familjen minerarflugor.
Artens utbredningsområde är Alberta. Inga underarter finns listade i Catalogue of Life.